# Hypotéza
Hypotéza (řecky ϋπόθεσις hypo-thesis, podklad, princip, předpoklad) znamená výpověď, jejíž platnost se pouze předpokládá, ale je zároveň formulovaná tak, aby ji bylo možno potvrdit nebo vyvrátit. Původně právní a řečnický termín se stal základem empirické vědy.

## Různá užití slova
V běžné řeči znamená hypotéza předpoklad, tvrzení, jemuž se nedá plně věřit, a proto říkáme, že hypotéza může být odvážná nebo vratká. Každý z nás se mohl setkat s reakcí - odpovědí na nějaké naše tvrzení „to je jen pouhá hypotéza“. V běžném použití je dnes hypotéza zajímavé, ale neprokázané tvrzení, jehož platnost by měla být ověřena. V tomto smyslu se mluví také o hypotéze policejního vyšetřování, o hypotetické diagnóze v lékařství a podobně.
V právu znamená hypotéza tu část právní normy, která určuje podmínky, za kterých se má uplatnit pravidlo jednání obsažené v další části právní normy (dispozici). Příklad: "Kdo najde ztracenou věc (hypotéza), je povinen ji vrátit vlastníkovi (dispozice)"
V přírodních vědách znamená vědeckou hypotézu, výchozí předpoklad, který je třeba ověřovat a který je formulován tak, aby takové ověřování umožnil. Tvrzení, které žádné ověřování nepřipouští, nevyvratitelná hypotéza, není součástí empirické vědy.

## Vědecká hypotéza
Vědecká hypotéza je přijatelný předpoklad umožňující vědecké vysvětlení nějakého jevu. Hypotéza je tvrzení o podstatě určité situace ve světě, je to vědecky zdůvodněný předpoklad možného stavu skutečnosti. Na počátku vědeckého poznání stojí domněnka, kterou hypotéza rozpracovává. Hypotéza již musí být podložena celou řadou faktů vytyčujících nám další směr výzkumu. Hypotéza vzniká, když pátráme po nutné souvislosti mezi fakty, vyžaduje práci badatele, aby mohla být potvrzena či vyvrácena. V tomto procesu je často možné fakta vyložit několika různými hypotézami, které pak v dalším bádání ověřujeme. Hypotéza musí být slučitelná s co největším počtem faktů, jichž se týká. Můžeme-li na základě faktů vytyčit více hypotéz, upřednostňujeme tu hypotézu, která vysvětluje větší počet faktů. Zároveň platí pravidlo Occamovy břitvy, tzn. že jednodušší vysvětlení je pravděpodobnější. Zjistíme-li v průběhu ověřování hypotézy další fakta, musíme je do vysvětlení zahrnout, nebo hypotézu vyvrátit. Hypotézu nelze nikdy dokázat, pouze potvrdit nebo vyvrátit.
V hypoteticko-deduktivních metodách by měla být hypotéza vyvratitelná v tom smyslu, že je možné, že se později prokáže její nepravdivost – obvykle pozorováním. Je tedy třeba podotknout, že pokud je hypotéza potvrzena, neznamená to nutně, že je i prokázána, zůstává nadále vyvratitelná.
Příklad: kdo navštíví novou zemi a pozoruje pouze bílé ovce, může vytvořit hypotézu, že všechny ovce v té zemi jsou bílé. Tato hypotéza je vyvratitelná. Může být vyvrácena zpozorováním jediné černé ovce. Za předpokladu, že jsou experimentální neurčitosti malé (například, že je to koza, místo ovce) a že badatel správně interpretoval výrok hypotézy (například zahrnuje slovo „ovce“ také berany?), je hypotéza vyvrácená.
Zajímavý postoj k hypotézám zaujal ve svých Princípiích Newton – výrok k hypotézám: „Hypotheses non fingo“ („Hypotézy nevymýšlím“).
Úloha hypotézy ve vědě a výzkumu:
- hypotéza je jedním z řešení, jak překlenout problém mezi teorií a empirií
- hypotéza je formulace, která vysvětlí naše pozorování
- hypotézu nemůžeme nikdy dokázat, jen potvrdit nebo vyvrátit
- hypotéza je nástrojem pro tvoření lepších výkladů, je formulovaná v takové podobě, v níž je testovatelná (formulace hypotézy je test, zda je daný jev možný)
- hypotézy nevysvětlují co „to“ je, ale jak „to“ poznat

- falešná hypotéza je vytvořená tak, že experimenty se nemohou ani potvrdit ani vyvrátit
- nerelevantní hypotéza je vytvořená tak, že nedochází k žádnému posunu, řešení.

Kritéria hypotézy:
- hypotéza je testovatelná (musí být způsob, jak ji vyvrátit)
- kompatibilita s dřívějšími hypotézami (kontinuita bádání)
- jednoduchost („nejsprávnější je ta, která je nejméně komplikovaná“)
- forma jistého tvrzení - pravidla hry

- Platón: pravidla relativizace - konfrontace mezi myšlením člověka a tím, kde vzniká nový teoretický jazyk
- realistický způsob zachycení myšlení, myšlenka hypotézy vychází z myšlenky dialogu
- hypotéza stanovuje pravidla výměny informací - „metodologický ideál“
- hypotéza je předběžná a nahraditelná
- hypotéza má zdůvodňovat, nikoliv být sama zdůvodňována (snaha vzdát se toho, v čem spočívá vědecká racionalita).